# MyODBC
MySQL Connector/ODBC : Es el nombre de la familia de controladores MySQL ODBC (anteriormente llamados Controladores MyODBC) que proporcionan acceso a una base de datos MySQL usando el estándar industrial de Conectividad de Base de Datos Abierta (Open Database Connectivity).

## Generales
Open Database Connectivity (ODBC) es una API estandarizada que permite la conexión a los servidores de base de datos SQL. Se basa en la interfaz de nivel de llamada CLI, especificaciones de X / Open y ISO / IEC para los API de bases de datos y usa el lenguaje estructurado de consultas SQL como lenguaje de acceso a la base de datos.
Ha sido desarrollado de acuerdo a las especificaciones de SQL Access Group y define un conjunto de llamadas a funciones, los códigos de error y tipos de datos que se pueden utilizar para desarrollar aplicaciones de base de datos independiente. ODBC por lo general se utiliza cuando la independencia de base de datos o el acceso simultáneo a diferentes fuentes de datos lo requiere.
Por lo general, es necesario instalar Connector / ODBC sólo en equipos con Windows. Para Unix y Mac OSX se puede utilizar la red nativa de MySQL o canalización, con nombre para comunicarse con su base de datos MySQL. Es posible que tenga Connector / ODBC para Unix o Mac OSX, si se tiene una aplicación que requiere una interfaz ODBC para comunicarse con la base de datos. Las aplicaciones que requieren ODBC para comunicarse con MySQL incluyen ColdFusion, Microsoft Office, y FileMaker Pro.

## Versionamiento
Actualmente hay dos versiones de Connector / ODBC:
Connector / ODBC 5.1: actualmente en el estado de Georgia, es una reescritura parcial del código de la base 3.51, y está diseñado para funcionar con las versiones de MySQL 4.1.1 y posteriores.
El Connector / ODBC 5.1 también incluye los siguientes cambios y mejoras respecto a la versión 3.51:
- Mejorado el soporte para Windows 64-bit plataformas.

- Soporte completo de Unicote en el nivel del controlador. Esto incluye el apoyo a la SQL_WCHAR tipo de datos, y soporte para Unicode configuraciones de usuario, contraseña y DSN.

- Apoyo a la SQL_NUMERIC_STRUCT tipo de datos, que facilita el acceso a la definición precisa de los valores numéricos.

- Nativo de Windows en la biblioteca de configuración. Esto reemplaza la interfaz de biblioteca basada en Qt para configurar la información DSN en el ODBC Data aplicación de las fuentes.

- Apoyo a la ODBC descriptor, lo que mejora el manejo y metadatos de las columnas y los datos de los parámetros.

Connector / ODBC 3.51: es la versión actual del controlador de ODBC de 32 bits, también conocido como el MySQL ODBC 3.51 driver. El Connector / ODBC 3.51 tiene soporte para el nivel de la especificación ODBC de 3,5 x 1 (completa la API central de nivel 2) que sigue prestando toda la funcionalidad de ODBC para acceder a MySQL.

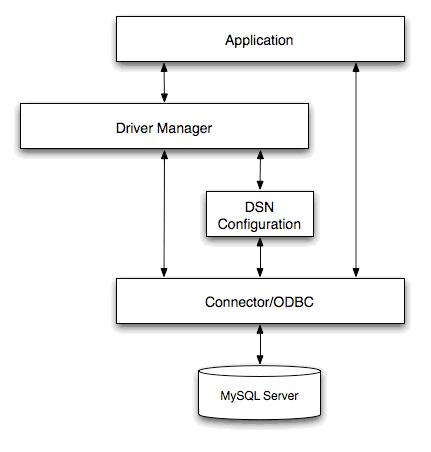
Arquitectura ODBC